# Гама-и-Васконселуш Карнейру де Соза, Жозе да
Граф Жозе да Гама-и-Васконселуш Карнейру де Соза
(порт. José da Gama Carneiro e Sousa; 12 января 1788, Лиссабон — 24 октября  1849, там же) — португальский политический и государственный деятель, Премьер-министр Португалии (4 мая — 27 мая 1836).

## Биография
В молодости вступил в армию, участвовал в Пиренейских войнах против Наполеона. Позже стал полковником 1-го пехотного полка, а в конце 1826 года был произведен в бригадиры. В том же году стал членом Палаты достойнейших пэров Португалии — верхней палаты португальских Генеральных кортесов (парламента). 
Вступив в либеральную партию, был членом высшего Военного совета, сформированного на острове Терсейра, позднее командовал бригадой и национальными добровольцами при осаде Порту, а также президентом постоянного Военного совета во время этой осады.
В 1836 году был избран председателем Совета министров Португалии, созданного после сентябрьской революции 1838 года, занимал также посты военного и военно-морского министра.